# Hoplocorypha dentata
Hoplocorypha dentata es una especie de mantis de la familia Thespidae.

## Distribución geográfica
Se encuentra en Kenia, Tanzania y Zimbabue.